# Stor Ståhaj
Stor Ståhaj er en amerikansk animationsfilm fra 2004 produceret af DreamWorks Animation og distribueret af DreamWorks Pictures. Filmen fortæller historien om en ung fisk ved navn Oscar, som på falske grundlag hævder at have dræbt sønnen til den berygtede haj-boss Don Lino. Oscar udnytter situationen til at stige i graderne og vinde stor popularitet blandt sine medfisk, hvor han bliver anerkendt som den barske lejemorder "hajdræberen". Alting kører glat for Oscar, lige indtil Don Lino får færden af hans anliggender. Filmen er instrueret af Vicky Jenson, Bibo Bergeron samt Rob Letterman og havde premiere i USA den 1. oktober 2004.

## Stemmer
| Rolle        | Engelsk           | Dansk                |
| ------------ | ----------------- | -------------------- |
| Oscar        | Will Smith        | Casper Christensen   |
| Don Lino     | Robert De Niro    | Dick Kaysø           |
| Angie        | Renée Zellweger   | Iben Hjejle          |
| Lenny        | Jack Black        | Peter Secher Schmidt |
| Lola         | Angelina Jolie    | Tammi Øst            |
| Sykes        | Martin Scorsese   | Lars Knutzon         |
| Ernie        | Ziggy Marley      | Ali Kazim            |
| Bernie       | Doug E. Doug      | Janus Nabil Bakrawi  |
| Frankie      | Michael Imperioli | Peter Zhelder        |
| Luca         | Vincent Pastore   | Peter Aude           |
| Don Feinberg | Peter Falk        | Peter Belli          |

### I mindre roller
- Annevig Schelde Ebbe
- Birgitte Hall
- Donald Andersen
- Jarl Thiesgaard
- Jens Jacob Tychsen
- Lars Thiesgaard
- Lasse Lunderskov
- Lene Bærkgaard Williams
- Mads Eggert
- Peter Aude
- Puk Scharbau
- Stefan Geweke
- Søren Ulrichs
- Thomas Mørk
- Tillie Bech
- Tine Sehested Høeg
- Torben Sekov
- Vibeke Dueholm